# Formazione di Nettuno
L'ipotesi più condivisa a proposito della formazione di Nettuno è stata formulata da Fred Hoyle nel 1979. Si ritiene che la sua origine, analogamente a quella di Urano, sia da ricercarsi in una cintura di ghiacci dalla massa complessiva di circa 2×1026 kg, situata nelle regioni del sistema solare esterno e composta da blocchi dotati di orbite complanari e quasi perfettamente circolari. Diverse teorie sull'origine dei sistemi planetari prevedono effettivamente la possibile formazione di una fascia di oggetti ghiacciati nelle fasi iniziali.
Per effetto delle reciproche perturbazioni gravitazionali le orbite sarebbero gradualmente divenute meno regolari, dando luogo a ricorrenti impatti fra i corpi; il processo di accrezione avrebbe quindi portato alla formazione di due corpi di ragguardevoli dimensioni (Urano e Nettuno, appunto). Una conseguenza importante del modello è che molti di questi corpi potrebbero essere stati scagliati, a causa delle interazioni gravitazionali, nella fascia di Kuiper, dove potrebbero trovarsi tuttora, o nel sistema solare interno.

## La formazione del proto-Nettuno
I modelli attuali prevedono che Nettuno si sia formato più vicino al Sole rispetto alla sua posizione attuale; mentre il processo di accrezione era ancora in corso, tuttavia, diversi corpi minori in rotta di collisione con il pianeta vennero deviati per un effetto di fionda gravitazionale verso il sistema solare interno, permettendo a Nettuno di allargare gradualmente la propria orbita grazie allo scambio di momento angolare.